# Cucullia
Cucullia es un género de polillas de la familia Noctuidae.
En general, los adultos son grisáceos, poco llamativos, con una envergadura de 40 a 60 mm. Vuelan en la primavera, verano y otoño.
Las larvas son lisas (sin vellosidades) con diseños de manchas, líneas o puntos; son de colores variados. Se alimentan de plantas de la familia Asteraceae y de una variedad de árboles.
El hábitat es de coníferas o bosques mezclados. Están distribuidas en Eurasia, el norte de África y Norteamérica.

## Especies
- Cucullia absinthii Linnaeus, 1761
- Cucullia achilleae Guenée, 1852
- Cucullia aksuana Draudt, 1935
- Cucullia albida Smith, 1894 (sin: Cucullia albicinerea (Smith, 1903))
- Cucullia albilineata Gaede, 1934
- Cucullia albipennis Hampson, 1894
- Cucullia alfarata Strecker, 1898
- Cucullia amota Alphéraky, 1887
- Cucullia anthocharis Boursin, 1969
- Cucullia antipoda Strecker, 1877 (sin: Cucullia luteodisca Smith, 1909)
- Cucullia aplana Viette, 1958
- Cucullia apo Ronkay, Varga & Hreblay, 1998
- Cucullia argentea Hufnagel, 1766
- Cucullia argentilinea (Gaede, 1934)
- Cucullia argentina Fabricius, 1787
- Cucullia argentivitta
- Cucullia artemisiae Hufnagel, 1766
- Cucullia asteris Denis & Schiffermüller, 1775
- Cucullia asteroides Guenée, 1852
- Cucullia astigma Smith, 1894
- Cucullia balsamitae Boisduval, 1840
- Cucullia basipuncta Barnes & McDunnough, 1918
- Cucullia behouneki Hacker & Ronkay, 1988
- Cucullia bensi Agenjo, 1952
- Cucullia biornata Fischer von Waldheim, 1840
- Cucullia biradiata Kozhanchikov, 1925
- Cucullia biskrana Oberthür, 1918
- Cucullia boryphora Fischer von Waldheim, 1840
- Cucullia bubaceki Kitt, 1925
- Cucullia calendulae Treitschke, 1835
- Cucullia campanulae Freyer, 1831
- Cucullia capazi Agenjo, 1952
- Cucullia cemenelensis Boursin, 1923
- Cucullia chamomillae Denis & Schiffermüller, 1775
- Cucullia charon Poole, 1995
- Cucullia chrysota
- Cucullia cineracea Freyer, 1841
- Cucullia citella Ronkay & Ronkay, 1988
- Cucullia comstocki (McDunnough, 1937)
- Cucullia convexipennis Grote & Robinson, 1868
- Cucullia cucullioides Barnes & Benjamin, 1923
- Cucullia dallolmoi Berio, 1973
- Cucullia dammersi (McDunnough, 1935)
- Cucullia dimorpha Staudinger, 1896
- Cucullia dorsalis Smith, 1892
- Cucullia dracunculi Hübner, 1813
- Cucullia draudti Boursin, 1942
- Cucullia duplicata Staudinger, 1882
- Cucullia eccissica Dyar, 1919
- Cucullia elongata Butler, 1880
- Cucullia embolina Püngeler, 1906
- Cucullia ennatae (Laporte, 1984)
- Cucullia eucaena Dyar, 1919
- Cucullia eulepis Grote, 1876
- Cucullia eumorpha Alphéraky, 1893
- Cucullia eurekae Poole, 1995
- Cucullia florea Guenée, 1852 (sin: Cucullia obscurior Guenée, 1852)
- Cucullia formosa Rogenhofer, 1860
- Cucullia fraterna Butler, 1878
- Cucullia fraudatrix Eversmann, 1837
- Cucullia fuchsiana Eversmann, 1837
- Cucullia galleti Rungs, 1972
- Cucullia generosa Staudinger, 1889
- Cucullia gnaphalii Hübner, 1813
- Cucullia graeseri Püngeler, 1901
- Cucullia gricescens Leech, 1900
- Cucullia hannemanni Varga, 1976
- Cucullia hartigi Ronkay & Ronkay, 1988
- Cucullia heinickei Boursin, 1968
- Cucullia heinrichi Barnes & Benjamin, 1924
- Cucullia hemidiaphana Graeser, 1892
- Cucullia hostilis Boursin, 1934
- Cucullia humilis Boursin, 1942
- Cucullia hutchinsoni Hampson, 1902
- Cucullia ikondae Berio, 1973
- Cucullia implicata Ronkay & Ronkay, 1987
- Cucullia improba Christoph, 1885
- Cucullia incresa Smith, 1910 (sin: Cucullia jemezensis Dyar, 1922)
- Cucullia inderiensis Herrich-Schäffer, 1855
- Cucullia infernalis Boursin, 1942
- Cucullia intermedia Speyer, 1870
- Cucullia jakesi Ronkay & Ronkay, 1988
- Cucullia jankowskii Oberthür, 1884
- Cucullia khorassana Brandt, 1941
- Cucullia kurilullia Bryk, 1942
- Cucullia lactea Fabricius, 1787
- Cucullia lactucae Denis & Schiffermüller, 1775
- Cucullia laetifica Lintner, 1875
- Cucullia ledereri Staudinger, 1892
- Cucullia lethe Poole, 1995
- Cucullia lilacina Schaus, 1898
- Cucullia lindei Heyne, 1899
- Cucullia lucifuga Denis & Schiffermüller, 1775
- Cucullia luna Morrison, 1875
- Cucullia macara Rebel, 1947
- Cucullia maculosa Staudinger, 1888
- Cucullia magdalenae (Laporte, 1976)
- Cucullia magnifica Freyer, 1839
- Cucullia malagassa Viette, 1958
- Cucullia mandschruriae Oberthür, 1884
- Cucullia maracandica Staudinger, 1888
- Cucullia marci Ronkay & Ronkay, 1988
- Cucullia marmorea Boursin, 1942
- Cucullia mcdunnoughi Henne, 1940
- Cucullia melanoglossa Berio, 1934
- Cucullia melli Boursin, 1942
- Cucullia minuta Möschler, 1884
- Cucullia mixta Freyer, 1841
- Cucullia montanae Grote, 1882
- Cucullia naruenensis Staudinger, 1879
- Cucullia nigrifascia Hampson, 1894
- Cucullia nokra Rungs, 1952
- Cucullia omissa Dod, 1916
- Cucullia opacographa Ronkay & Ronkay, 1986
- Cucullia oribac Barnes, 1904
- Cucullia pallidistria Felder & Rogenhofer, 1874
- Cucullia papoka Ronkay & Ronkay, 1986
- Cucullia perforata Bremer, 1864
- Cucullia petrophila Ronkay, Varga & Hreblay, 1998
- Cucullia phocylides Druce, 1889
- Cucullia pittawayi Wiltshire, 1987
- Cucullia platinea Ronaky & Ronkay, 1987
- Cucullia postera Guenée, 1852
- Cucullia praecana Eversmann, 1844
- Cucullia prolai Berio, 1956
- Cucullia propinqua Eversmann, 1842
- Cucullia pseudumbratica Boursin, 1942
- Cucullia pulla (Grote, 1881) (sin: Cucullia spauldingi (Barnes & Benjamin, 1922))
- Cucullia pullata Moore, 1881
- Cucullia pusilla Möschler, 1884
- Cucullia pyrostrota Hampson, 1906
- Cucullia retecta Püngeler, 1901
- Cucullia retectina Ronkay & Ronkay, 1987
- Cucullia ruficeps Hampson, 1906
- Cucullia sabulosa Staudinger, 1879
- Cucullia santolinae Rambur, 1834
- Cucullia santonici Hübner, [1813]
- Cucullia scopariae Dorfmeister, 1853
- Cucullia scoparioides Boursin, 1942
- Cucullia serraticornis Lintner, 1874 (sin: Cucullia solidaginis (Strecker, 1874))
- Cucullia similaris J.B. Smith, 1892
- Cucullia simoneuai Laporte, 1976
- Cucullia spectabilisoides Poole, 1989
- Cucullia speyeri Lintner, 1874
- Cucullia splendida Stoll, 1782
- Cucullia strigata (Smith, 1892) (sin: Cucullia brucei (Smith, 1903), Cucullia ketchikana (Barnes & Benjamin, 1922))
- Cucullia styx Poole, 1995
- Cucullia subgrisea Ronkay & Ronkay, 1986
- Cucullia sublutea Graeser, 1892
- Cucullia syrtana Mabille, 1888
- Cucullia tanaceti Denis & Schiffermüller, 1775
- Cucullia tecca Püngeler, 1906
- Cucullia tedjicolora Laporte, 1977
- Cucullia tescorum Püngeler, 1909
- Cucullia tiefi Tshetverikov, 1956
- Cucullia tosca Bang-Haas, 1912
- Cucullia tristis Boursin, 1934
- Cucullia turkestana Ronkay & Ronkay, 1987
- Cucullia umbistriga Alphéraky, 1892
- Cucullia umbratica - shark Linnaeus, 1758
- Cucullia verbasci - mullein moth
- Cucullia vicina Bang-Haas, 1912
- Cucullia virgaureae Boisduval, 1840
- Cucullia xeranthemi Boisduval, 1840
- Cucullia xerophila Ronkay, Varga & Hreblay, 1998

### Antiguas especies
- Cucullia dentilinea es ahora Dolocucullia dentilinea (Smith, 1899)
- Cucullia minor  es ahora Dolocucullia minor (Barnes & McDunnough, 1913)
- Cucullia obtusa  es ahora Supralathosea obtusa J.B. Smith, 1909

## Galería

### Adultos (imagos)

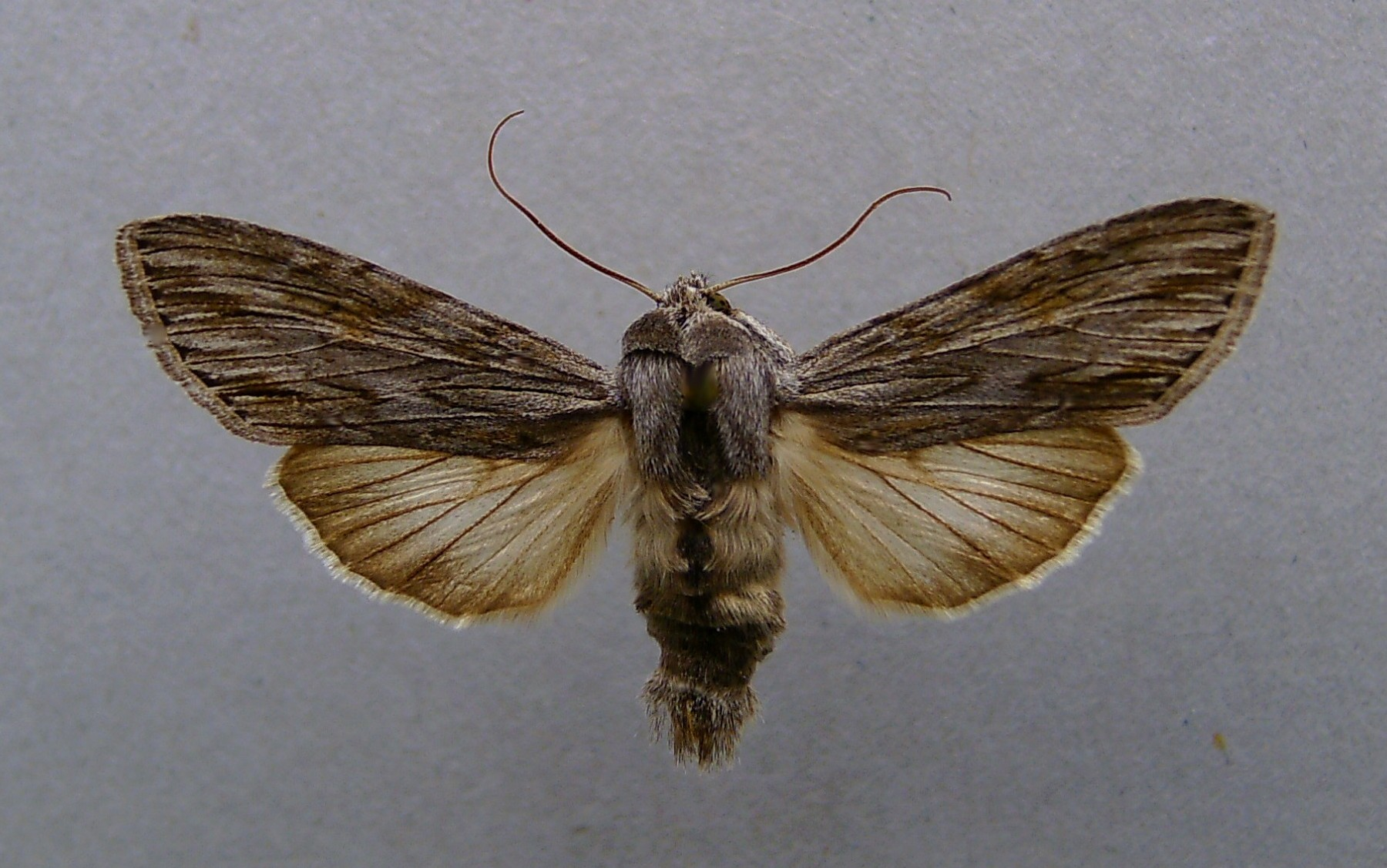
Cucullia lucifuga
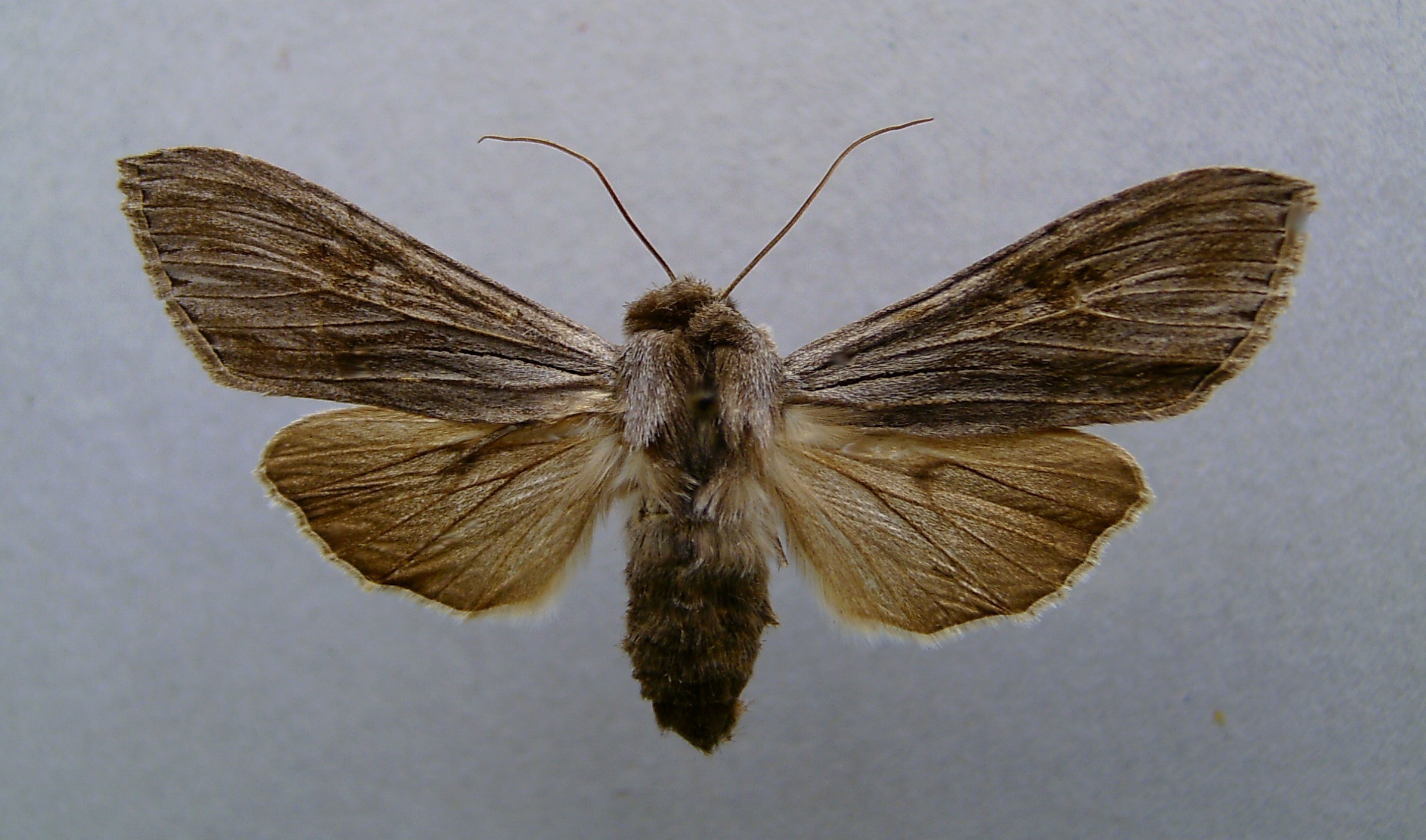
Cucullia lactucae
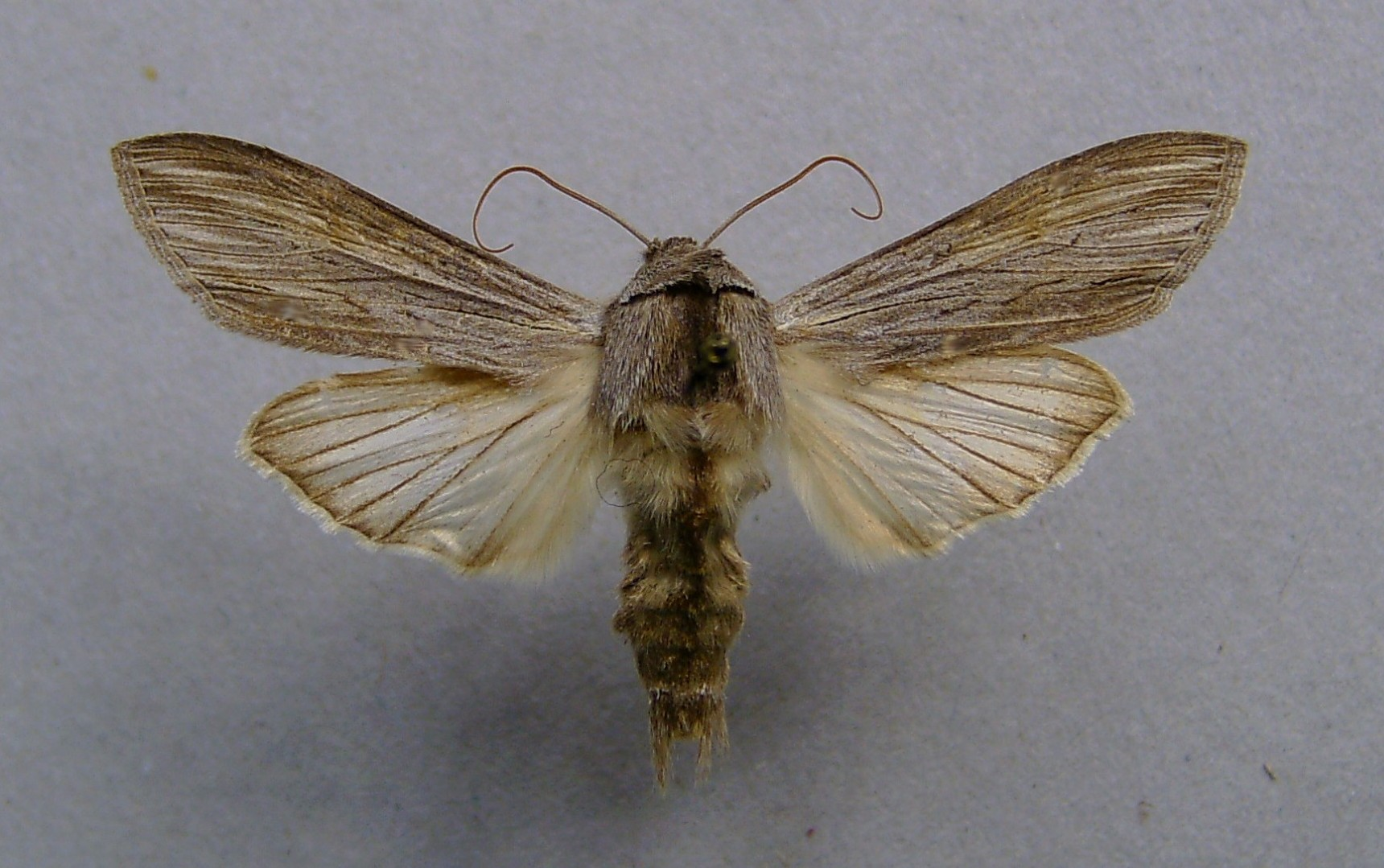
Cucullia umbratica
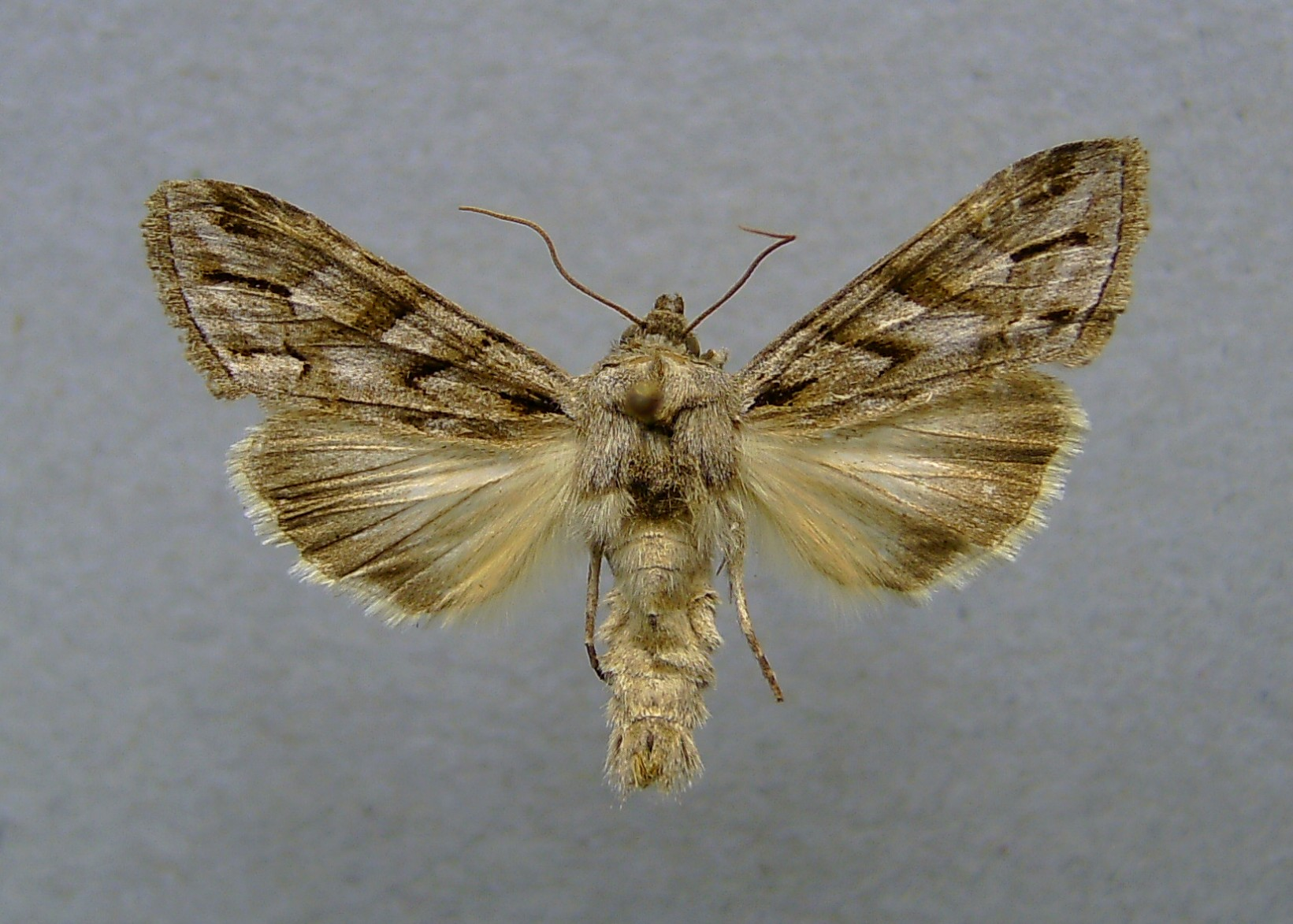
Cucullia fraudatrix
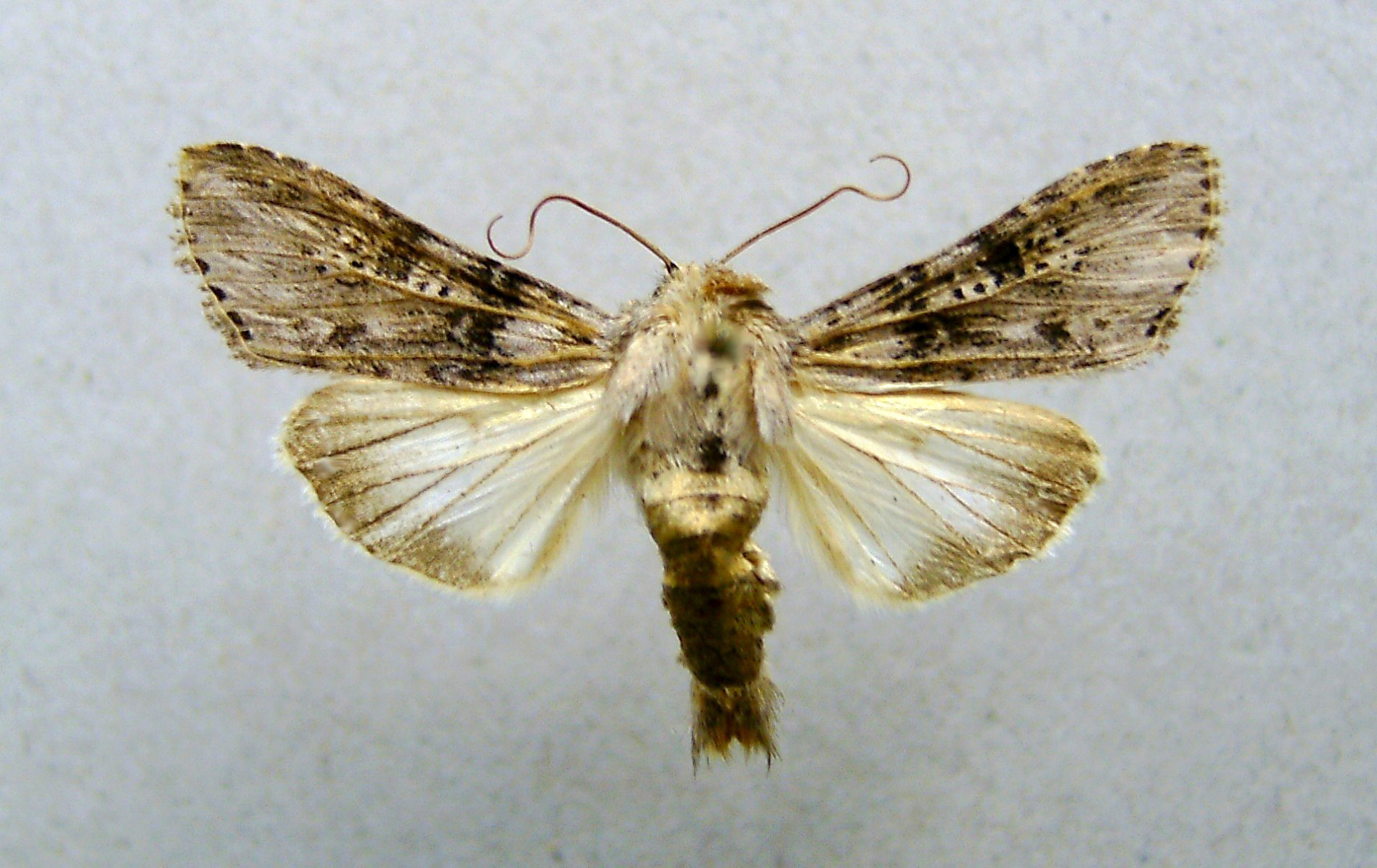
Cucullia absinthii
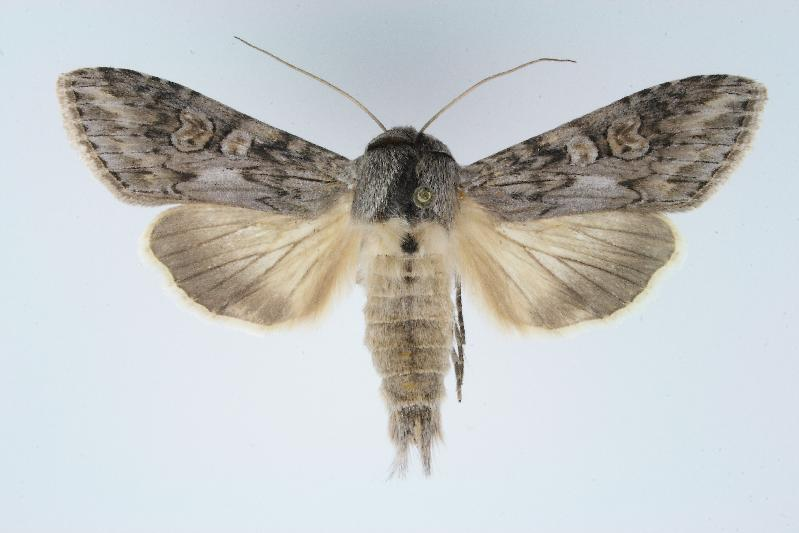
Cucullia artemisiae
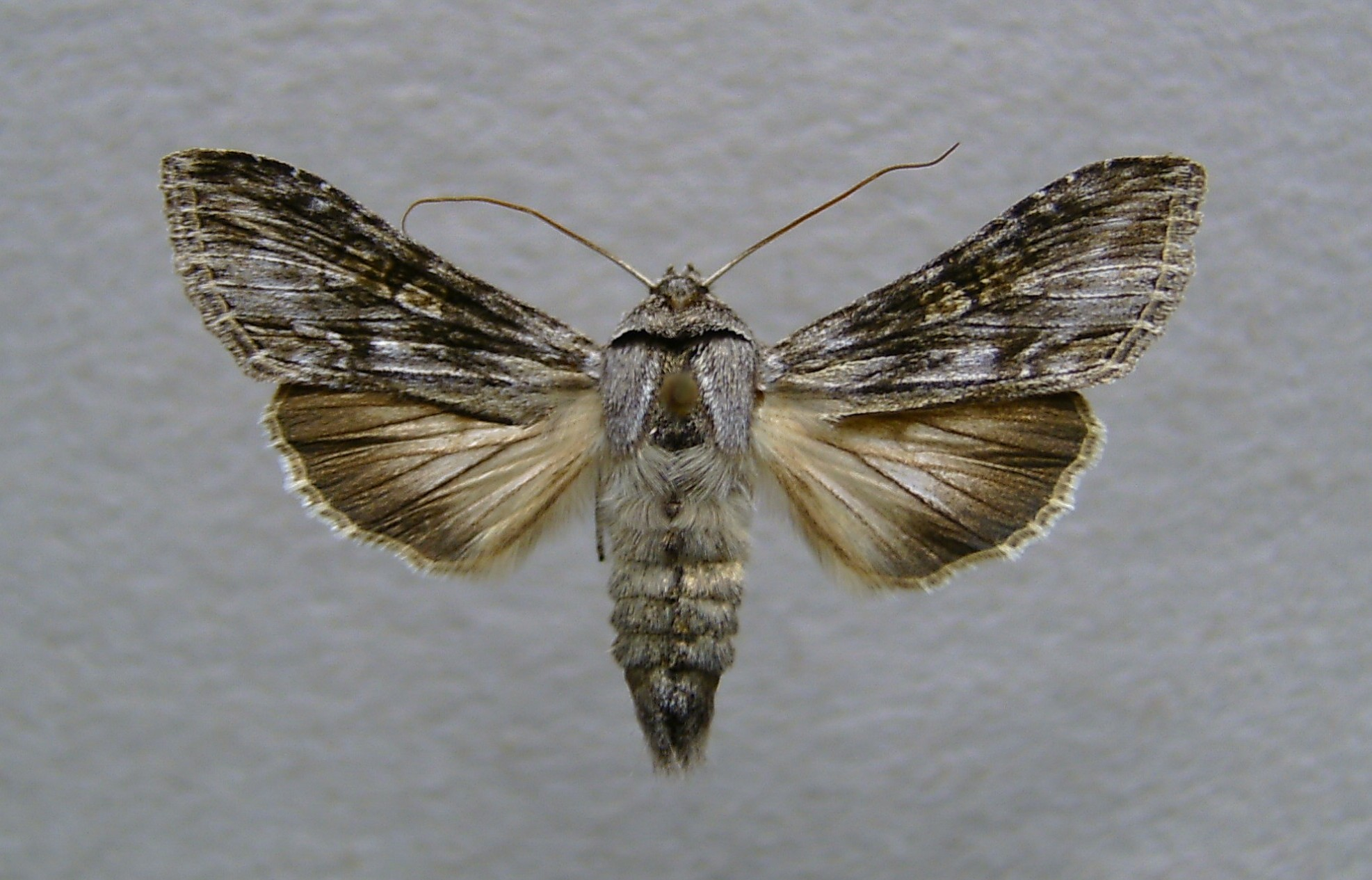
Cucullia xeranthemi
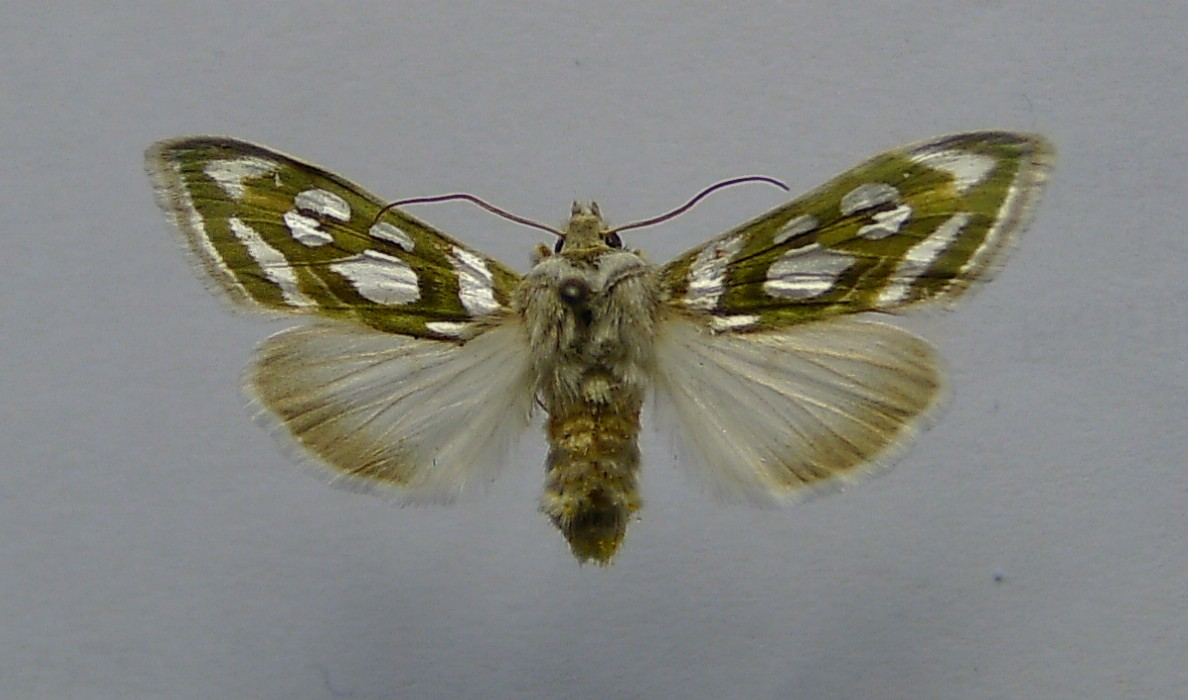
Cucullia argentea
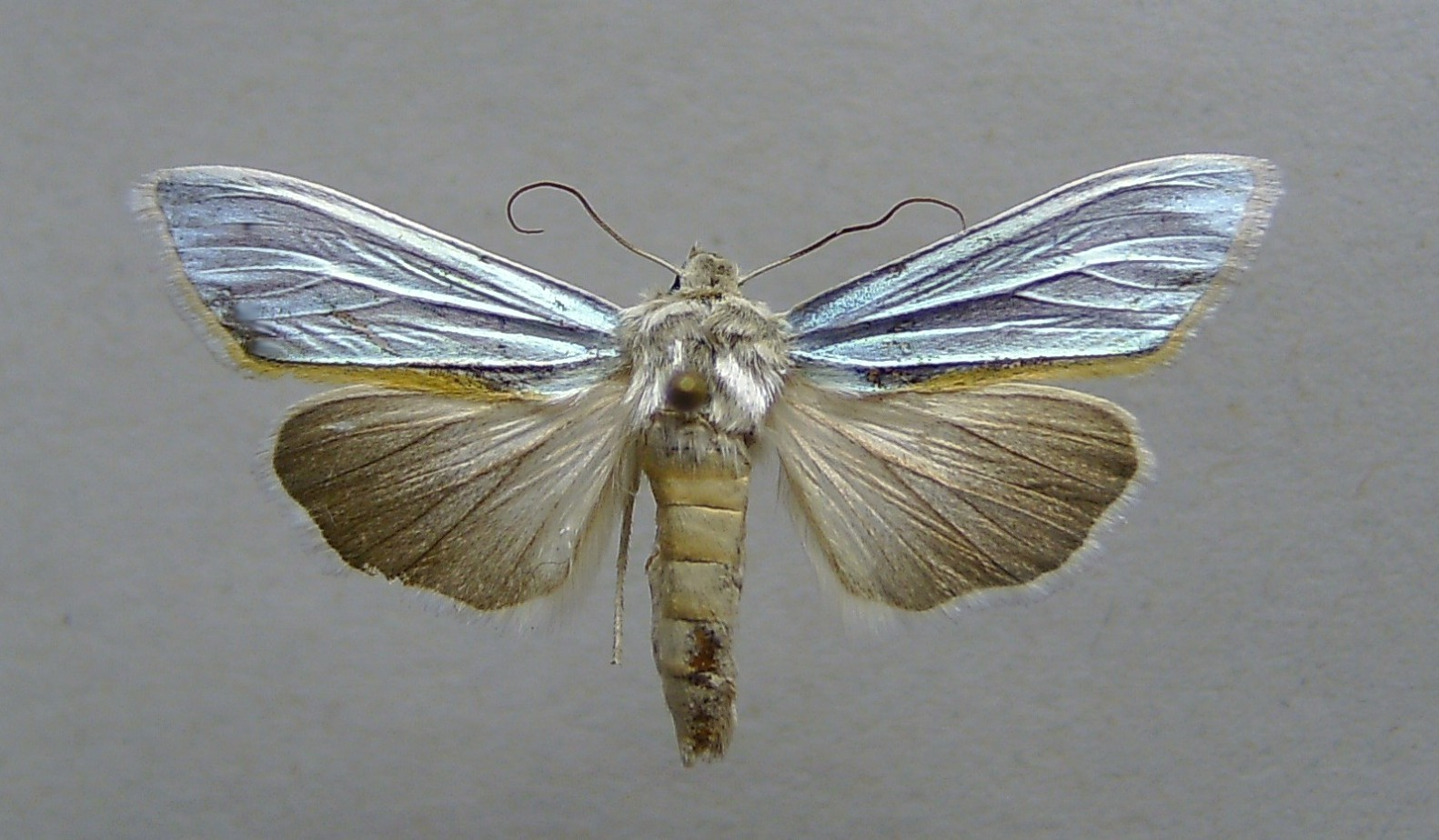
Cucullia splendida
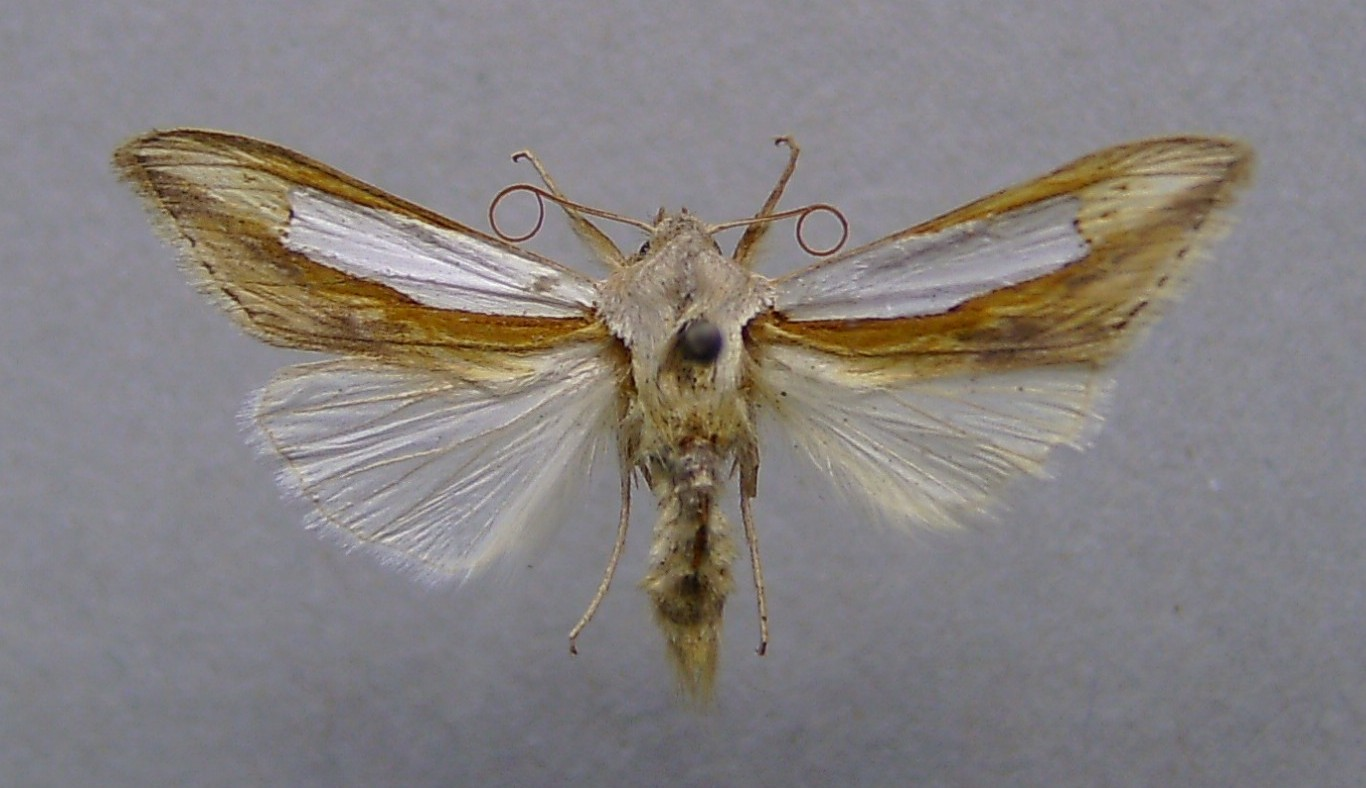
Cucullia argentina
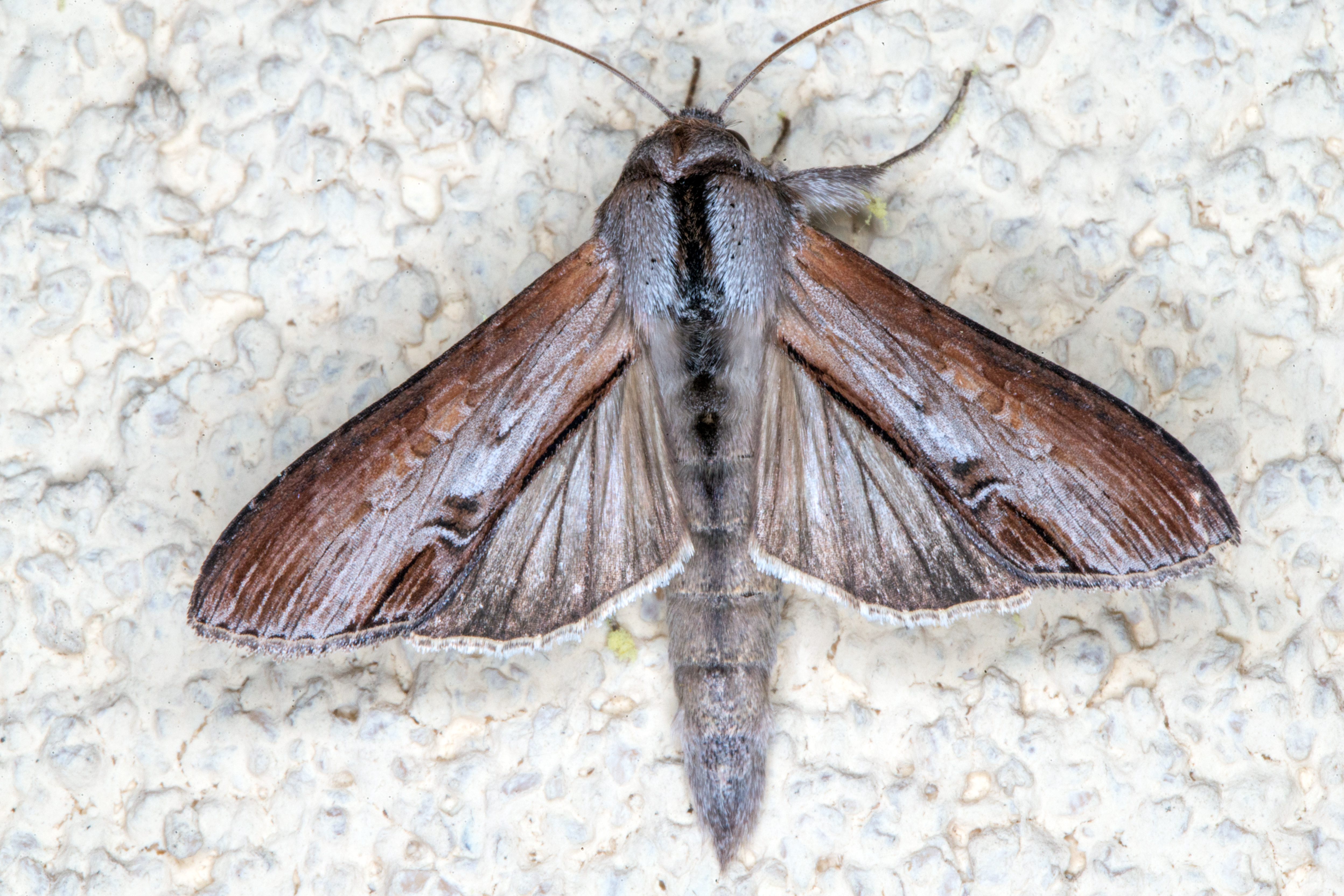
Cucullia asteris
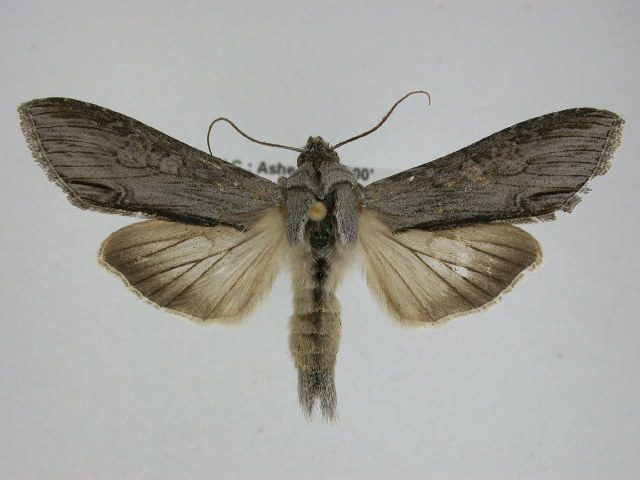
Cucullia postera
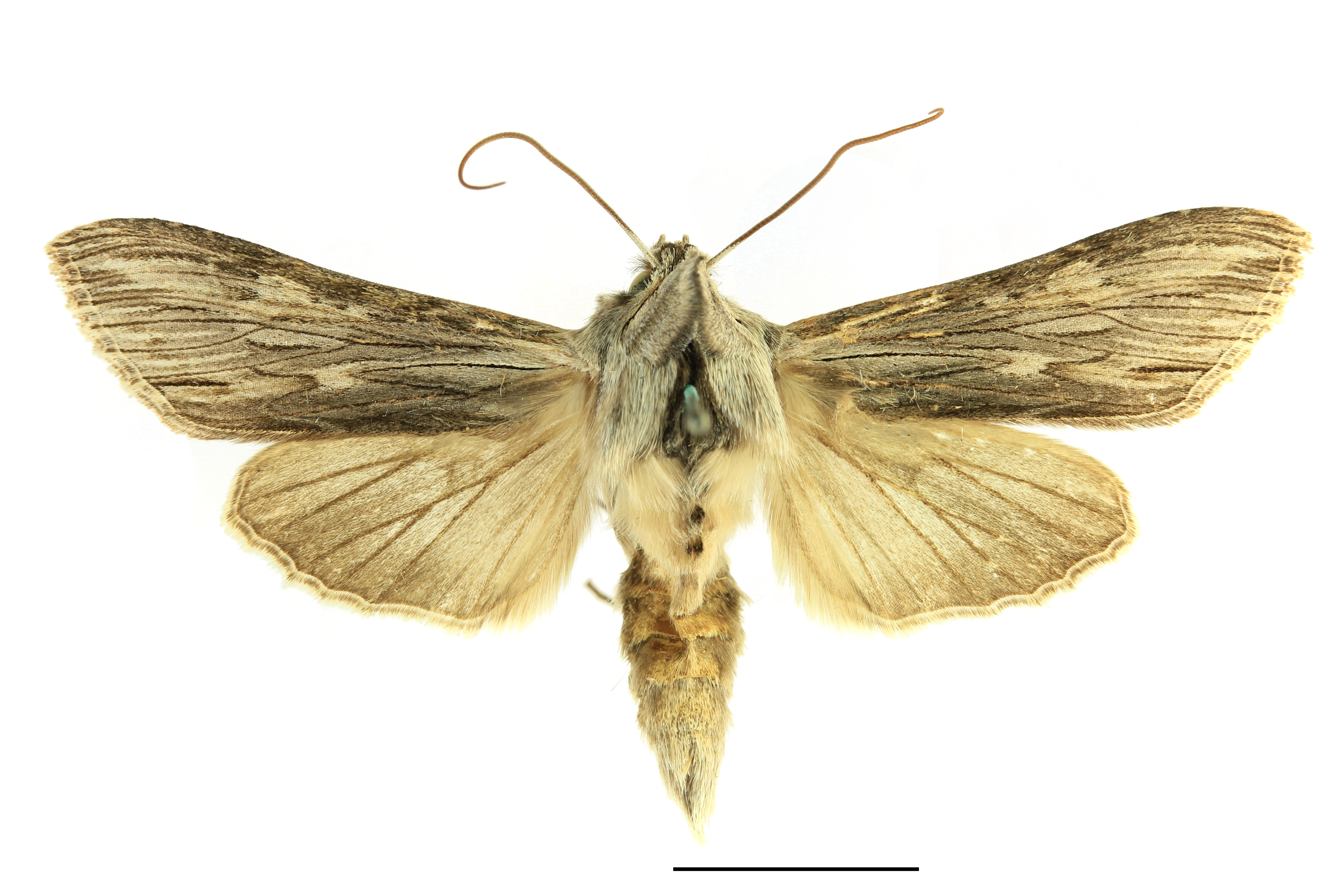
Cucullia chamomillae
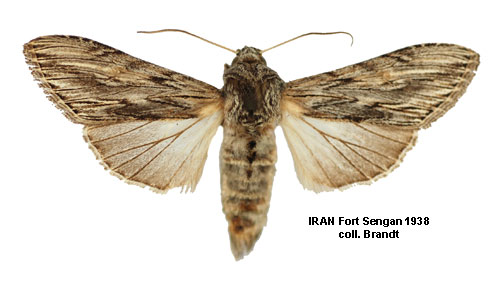
Cucullia boryphora
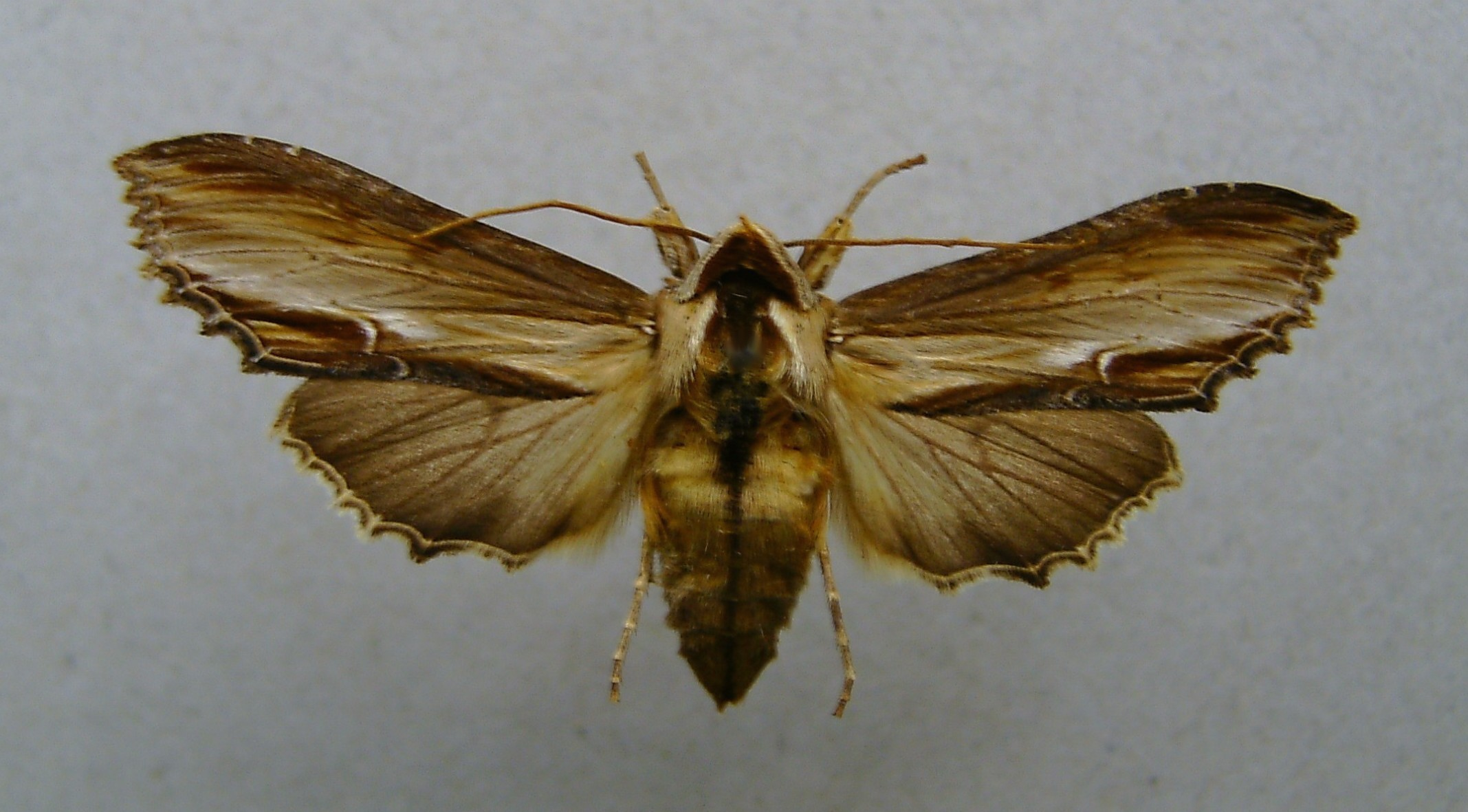
Cucullia verbasci

### Larvas

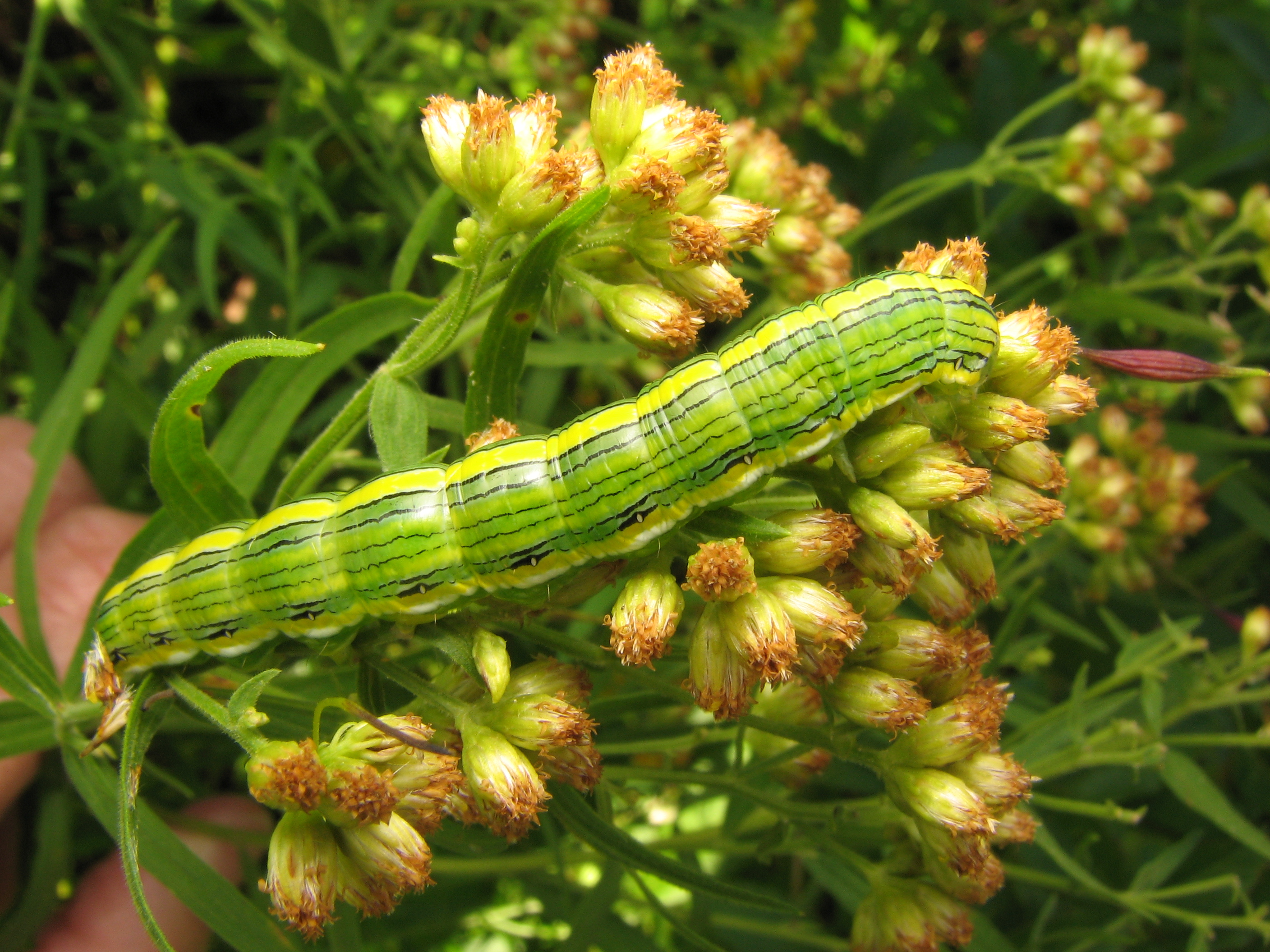
Cucullia asteroides
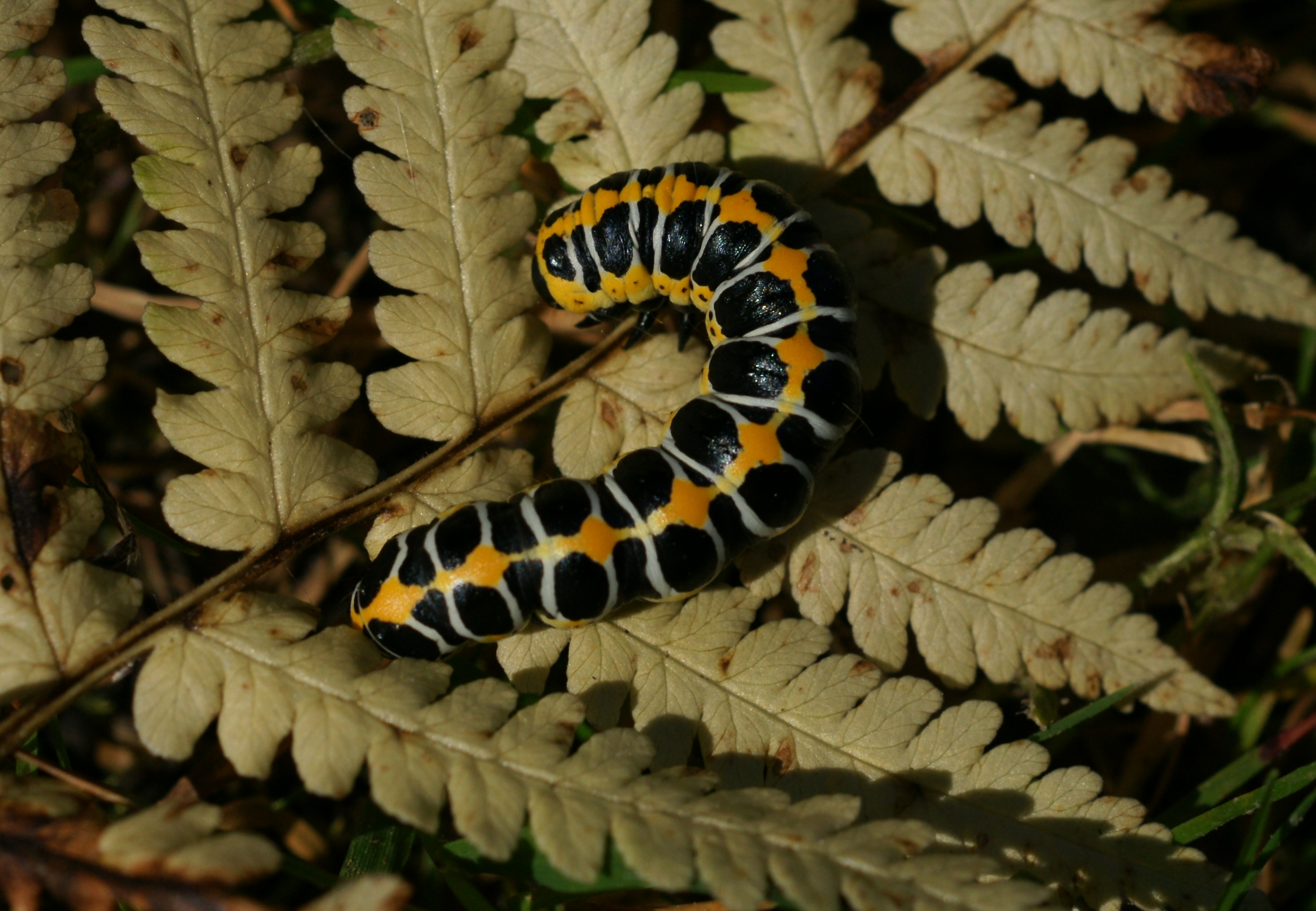
Cucullia lactucae
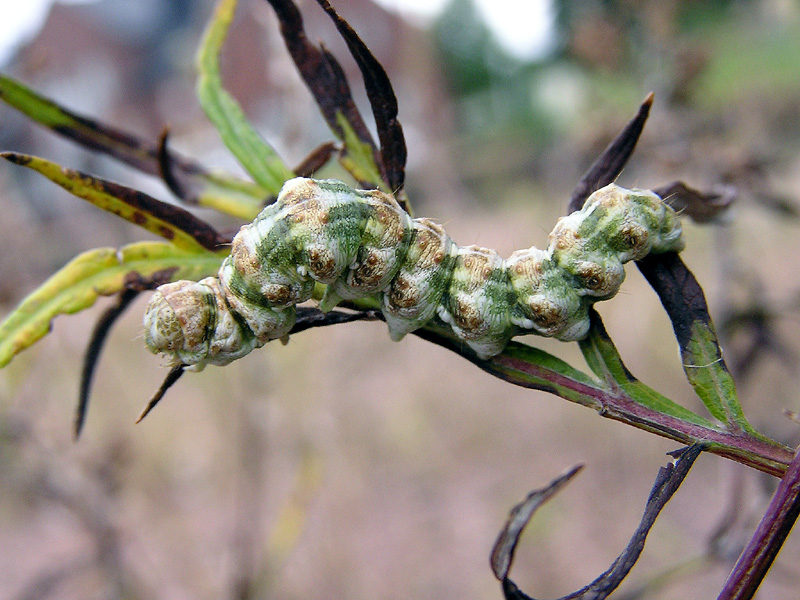
Cucullia absinthii
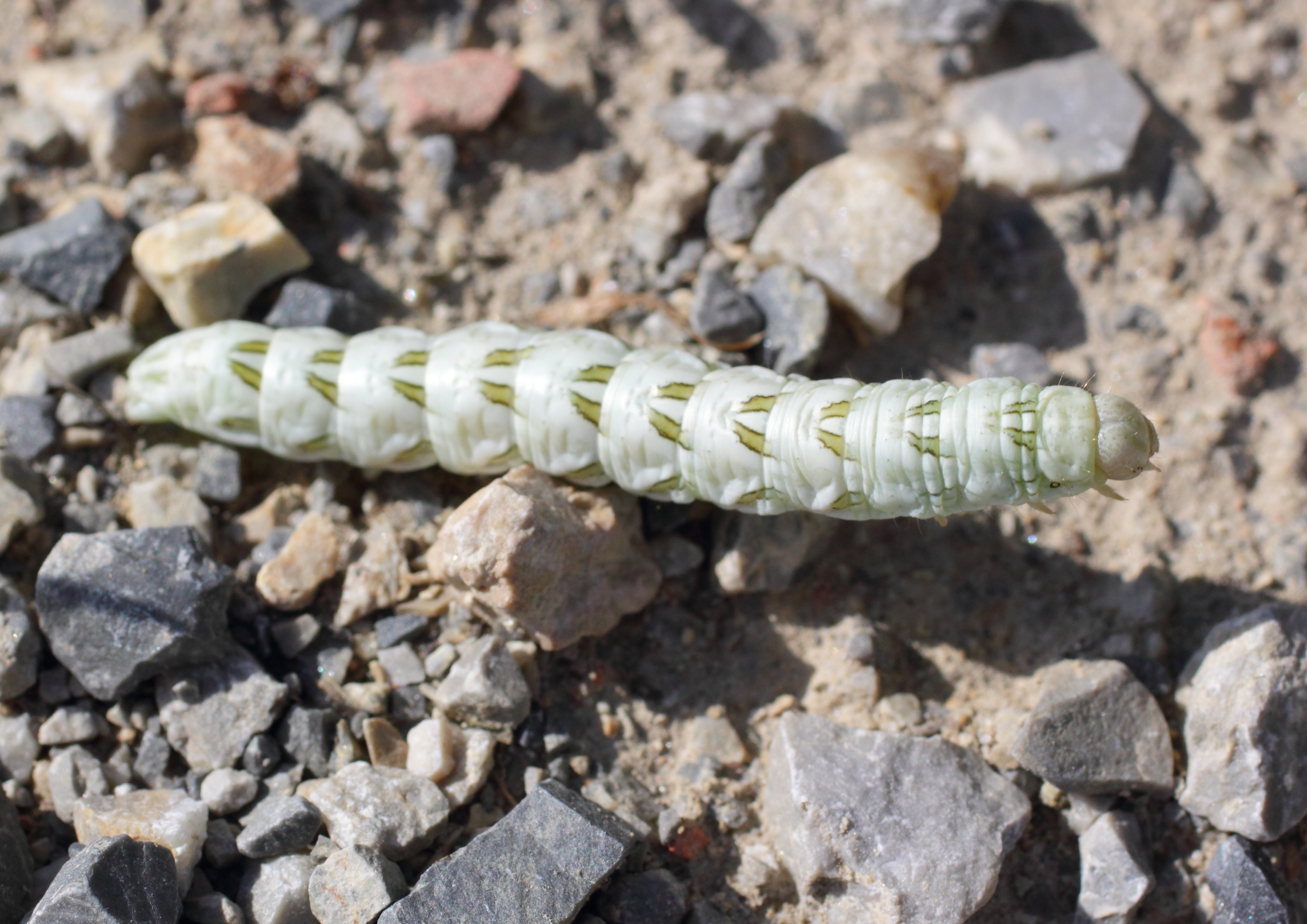
Cucullia chamomillae
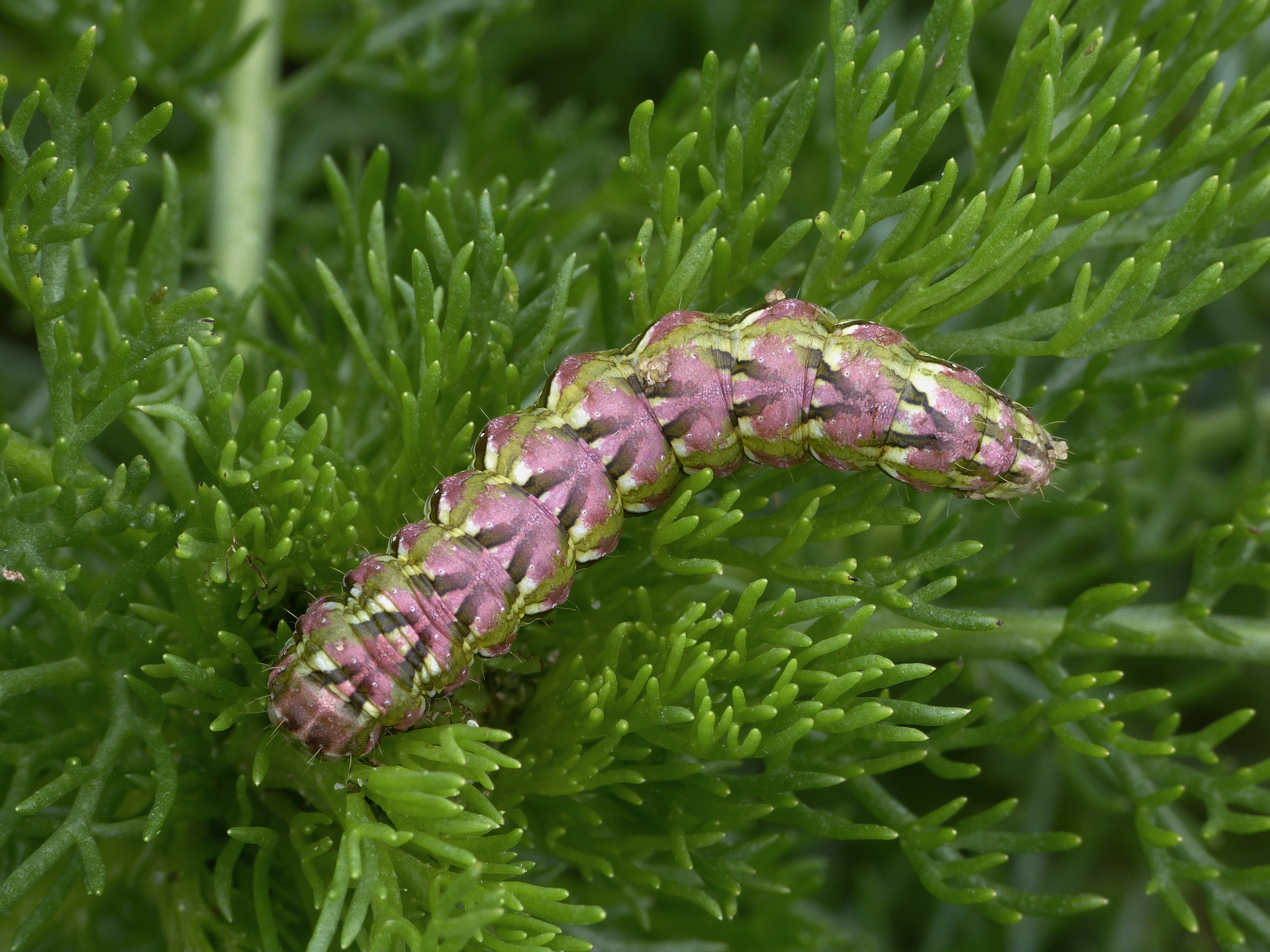
Cucullia chamomillae
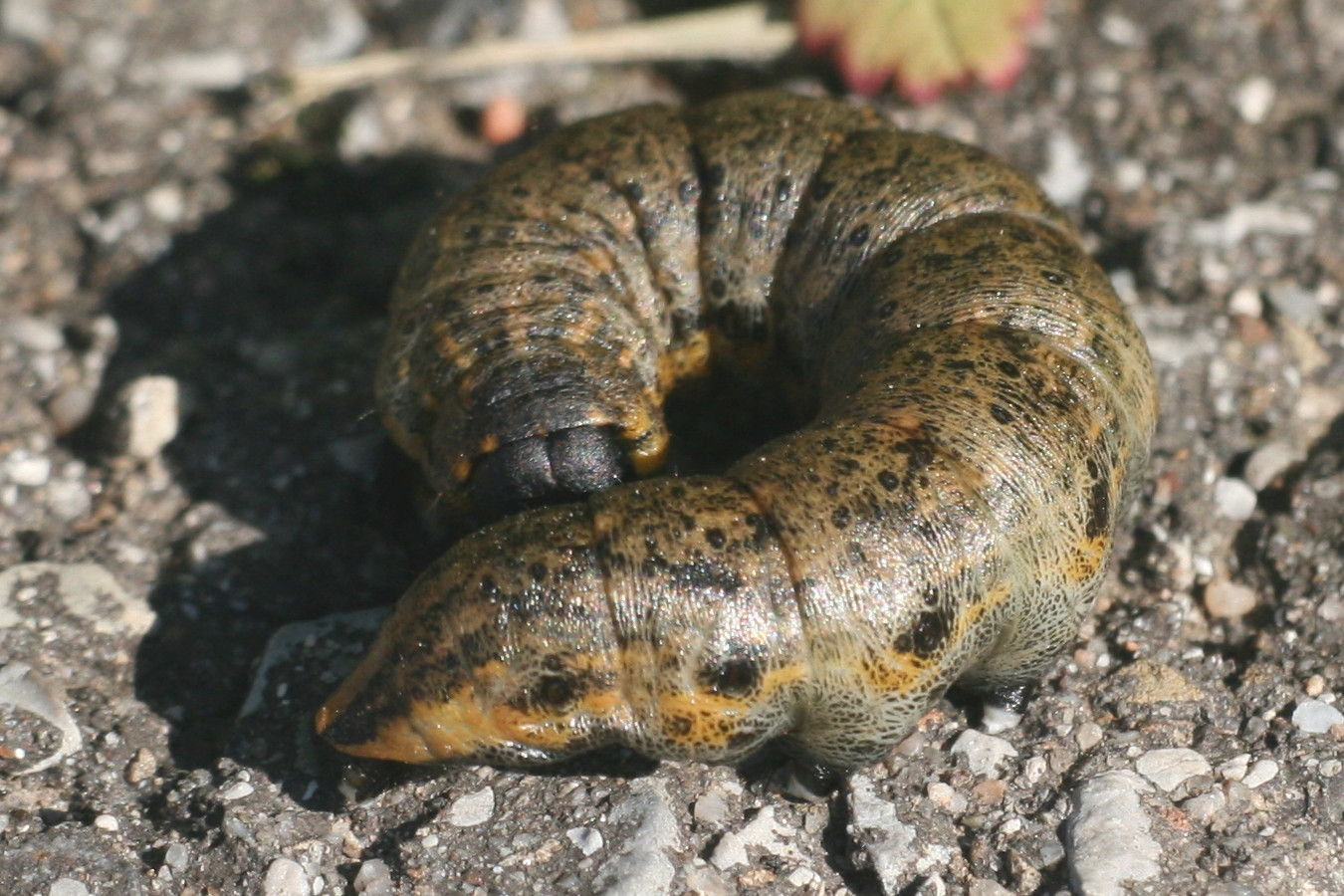
Cucullia umbratica
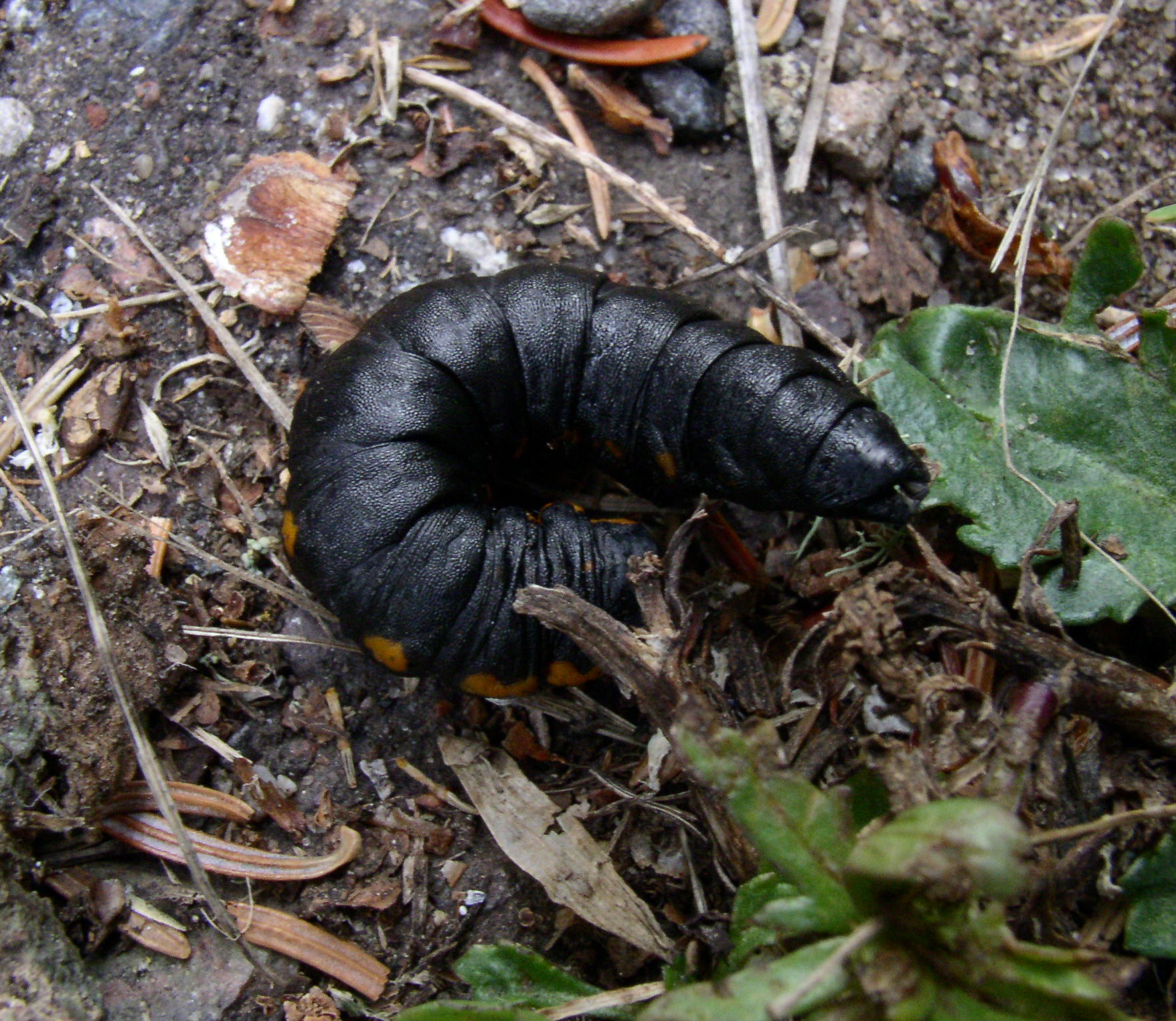
Cucullia intermedia
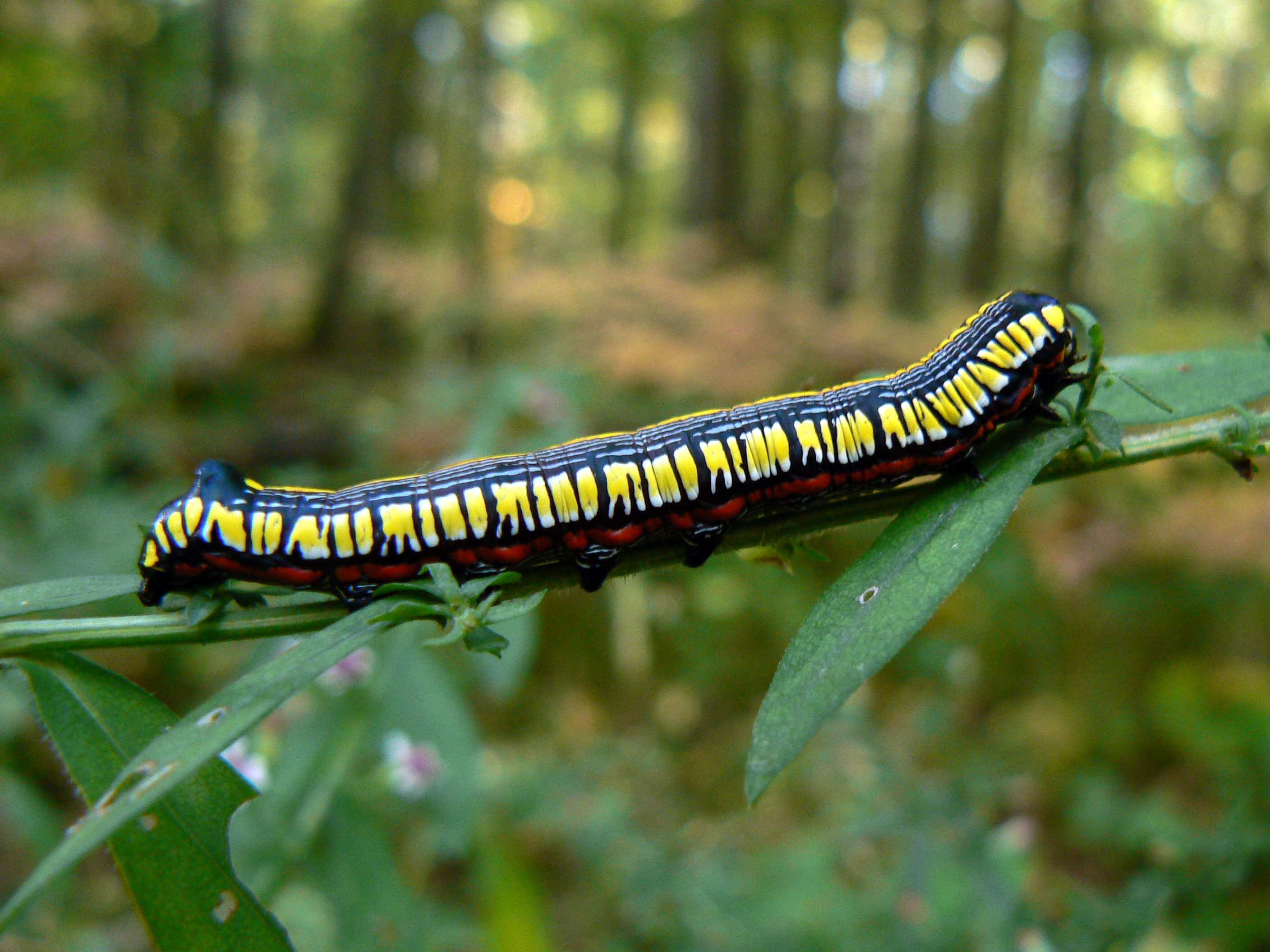
Cucullia convexipennis
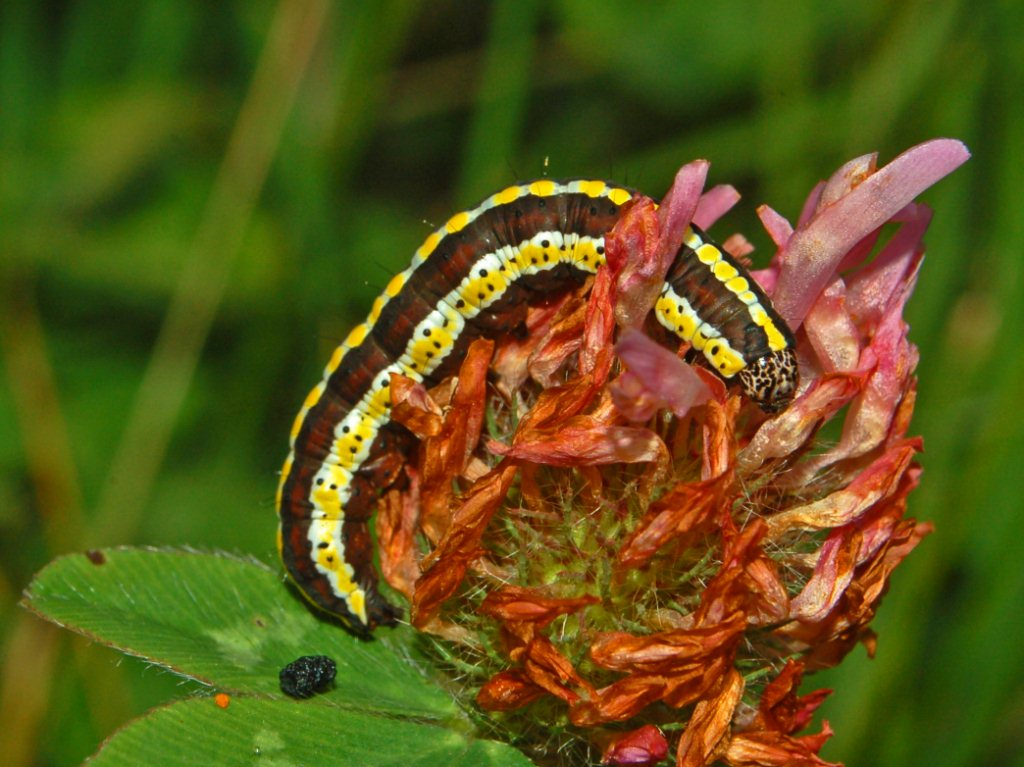
Cucullia lucifuga
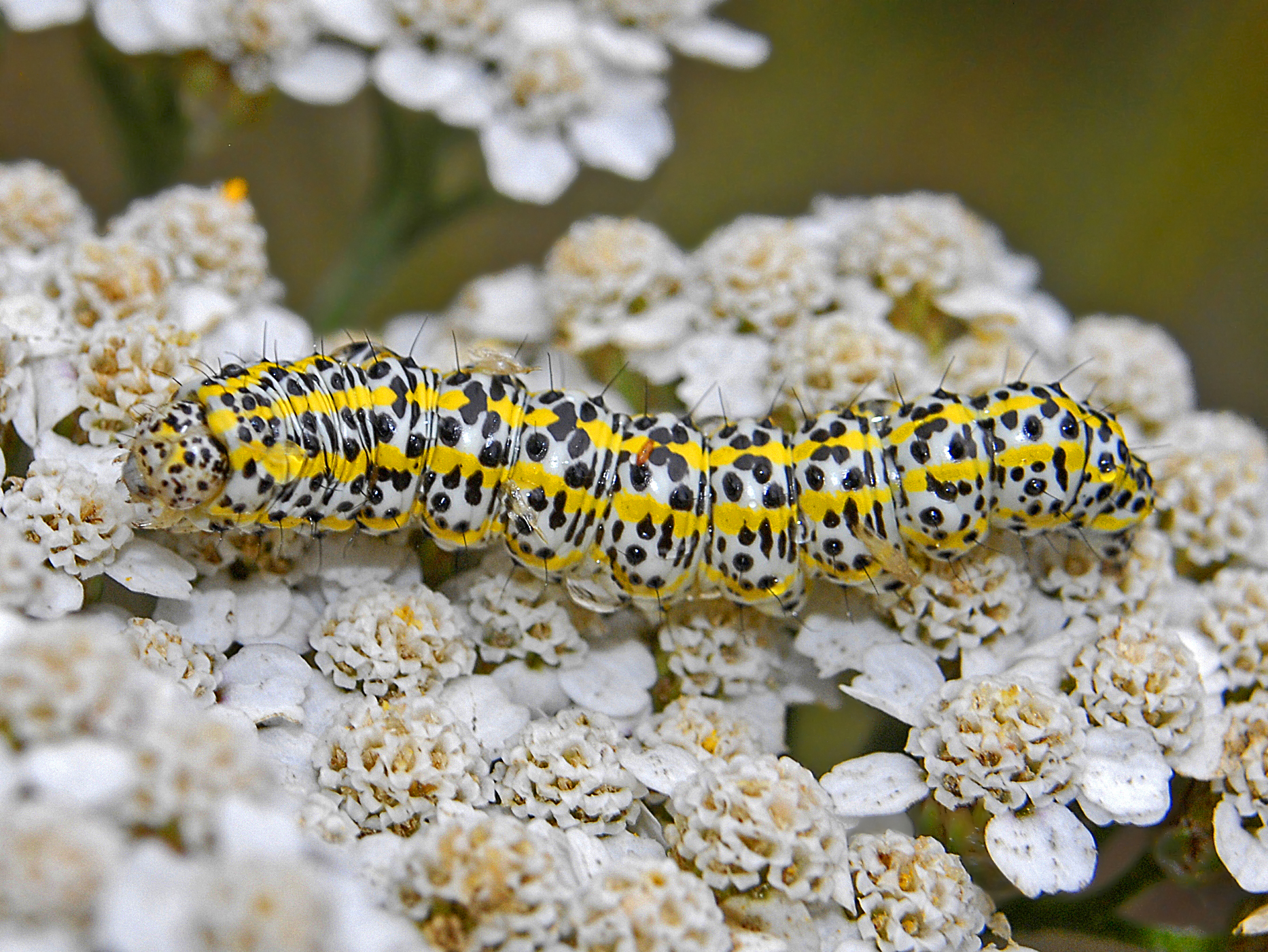
Cucullia tanaceti
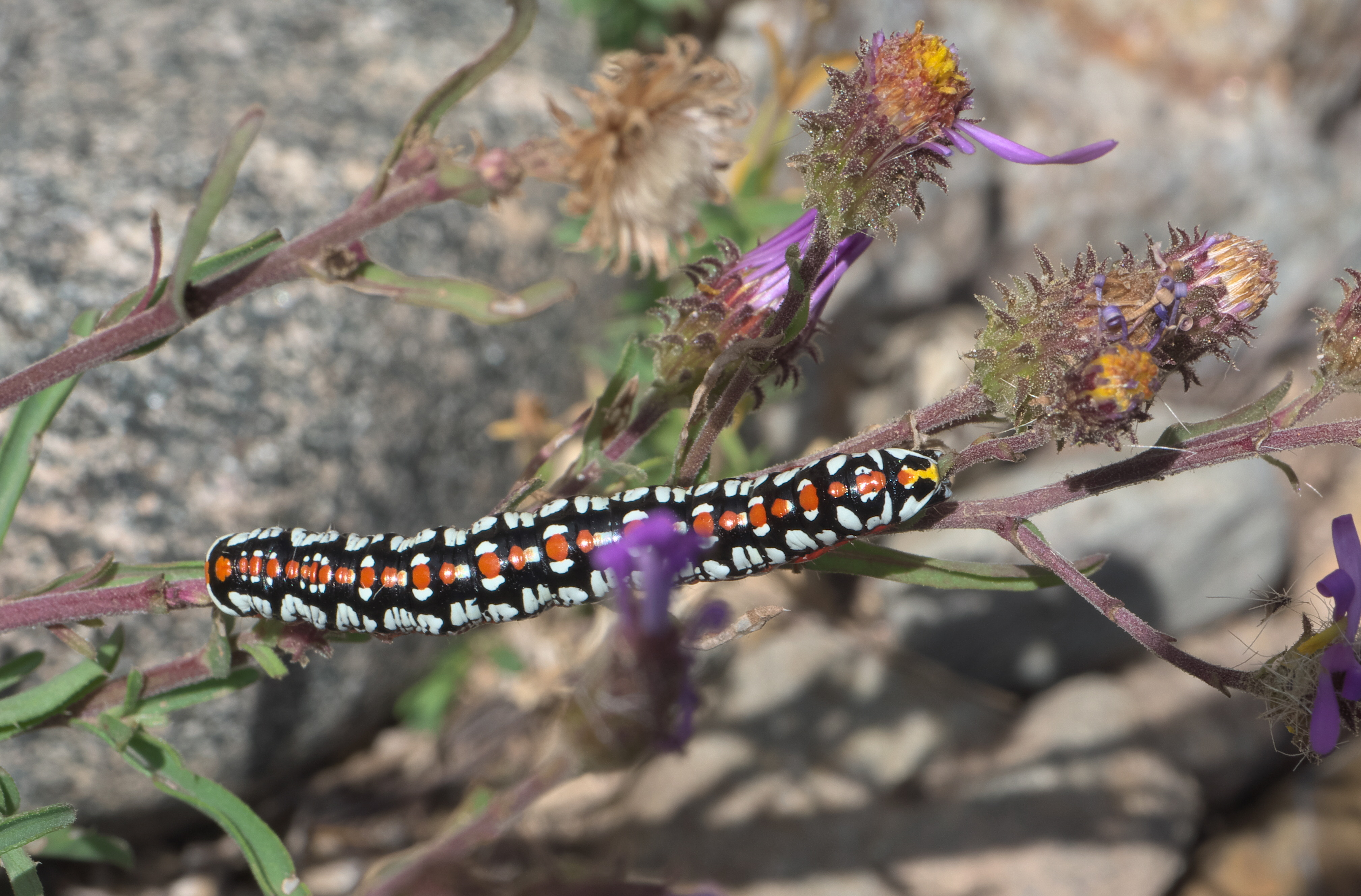
Cucullia dorsalis
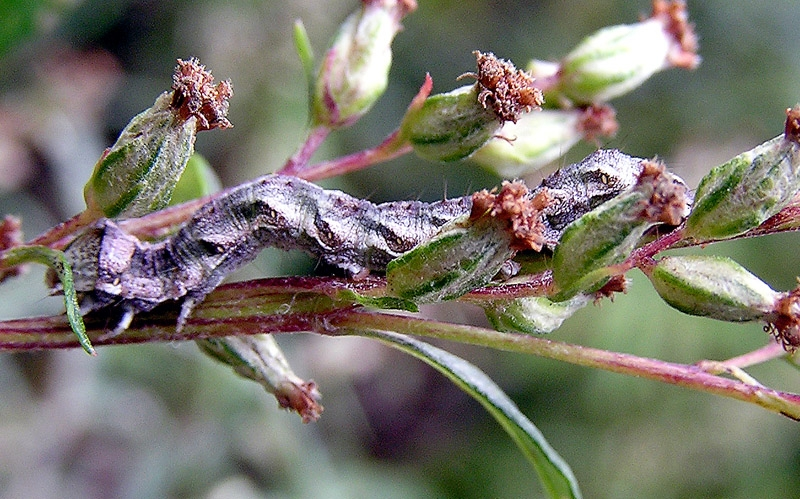
Cucullia fraudatrix
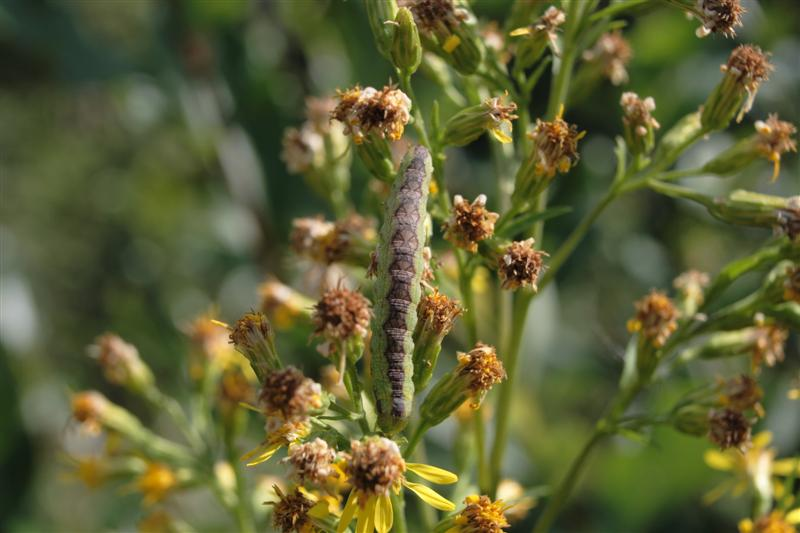
Cucullia gnaphalii
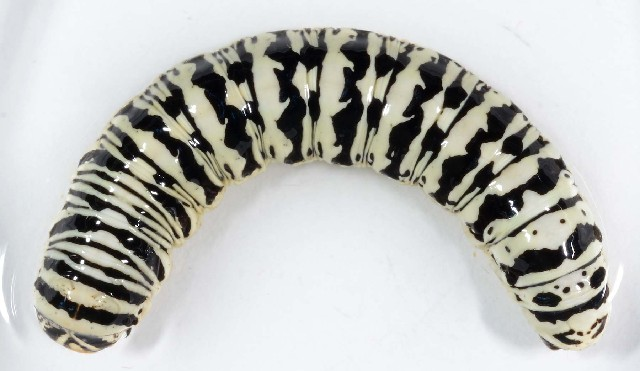
Cucullia speyeri
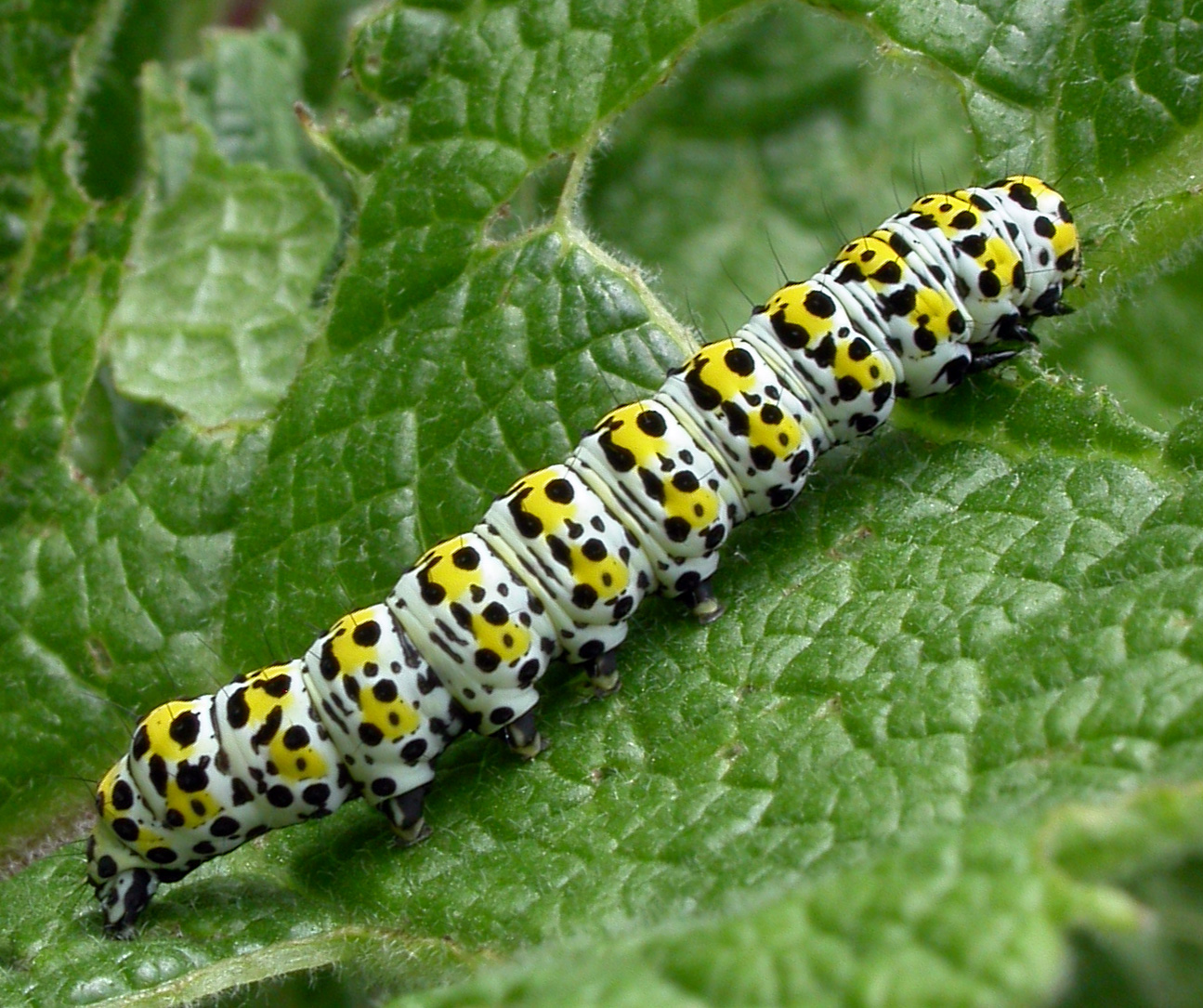
Cucullia verbasci